# Grusonwerk

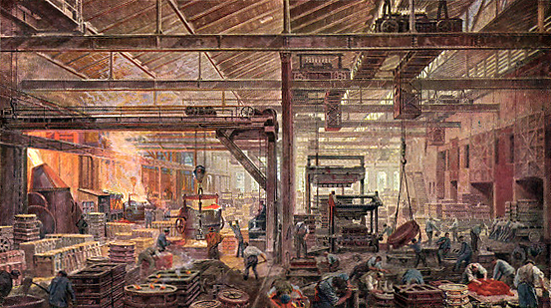
Grusonwerk ijzergieterij

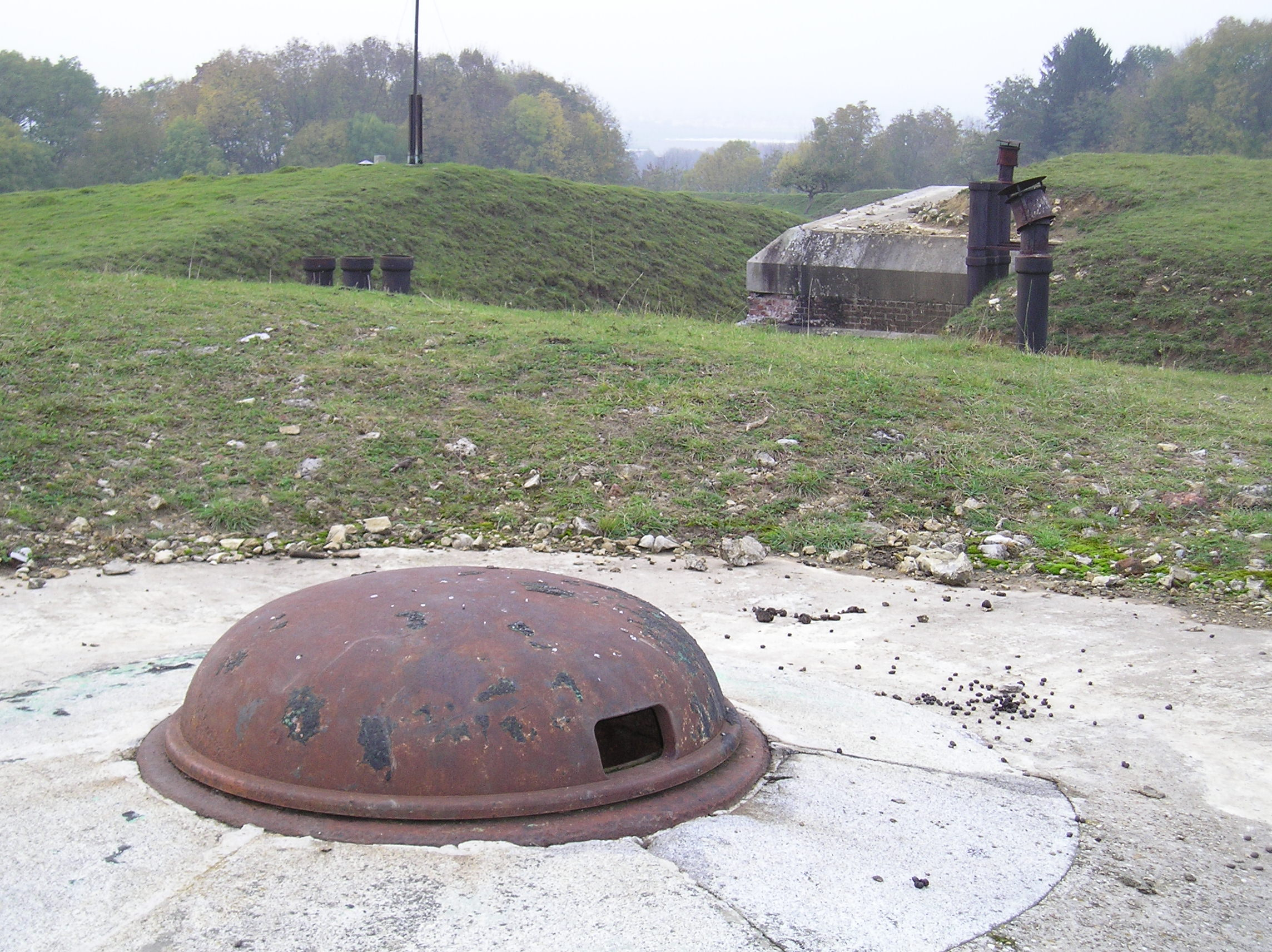
Gepantserde observatiekoepel

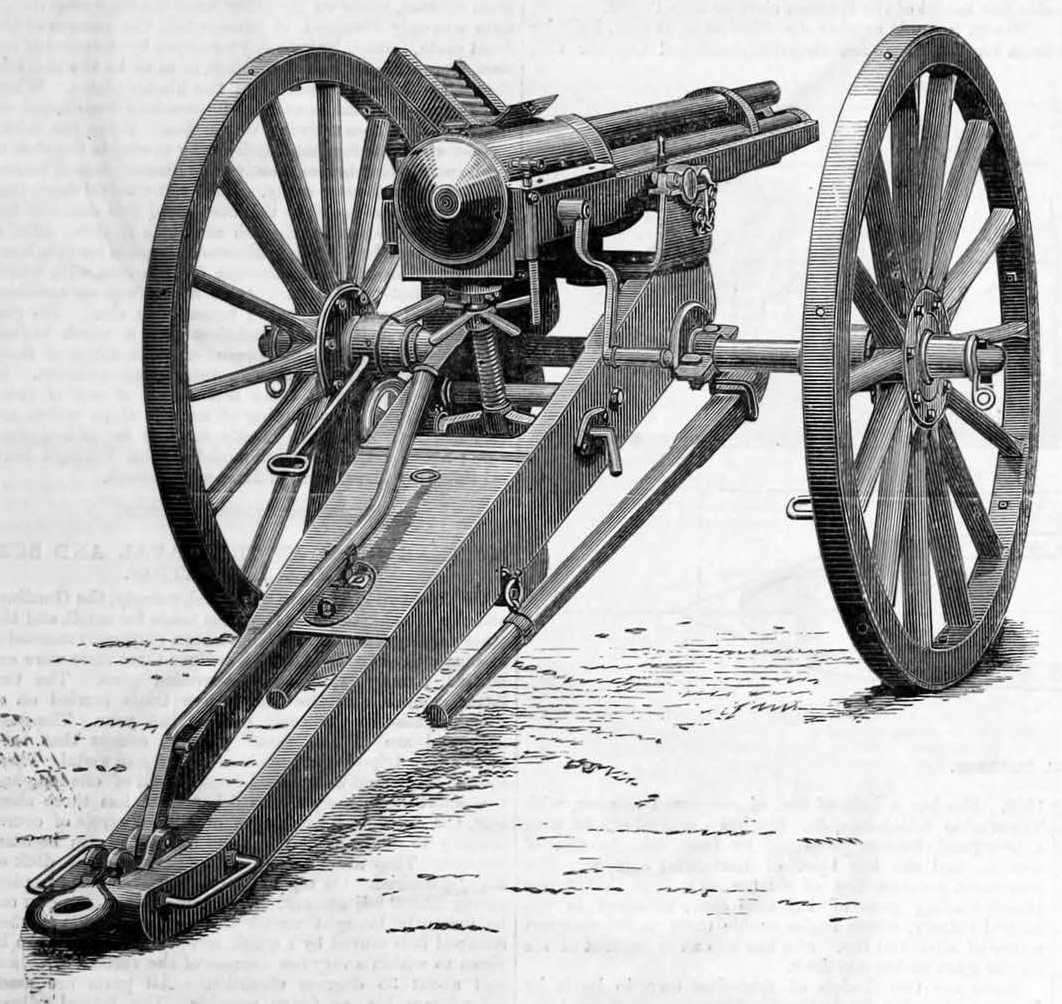
Hotchkiss 37mm-snelvuurkanon

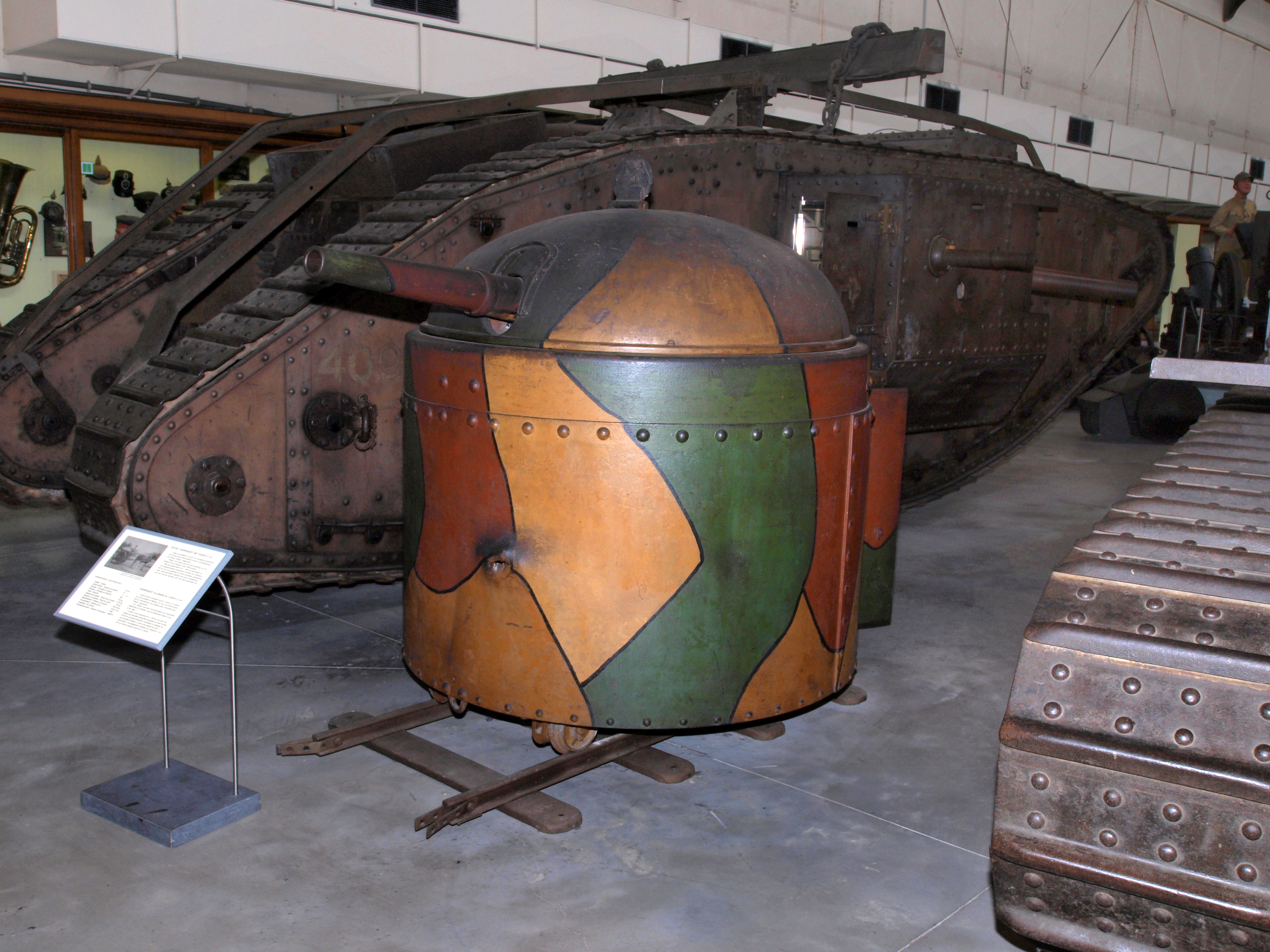
Fahrpanzer in het Koninklijk Museum van het Leger en de Krijgsgeschiedenis te Brussel

Grusonwerk werd in 1855 opgericht door Hermann Gruson. De eerste vestiging werd geopend in de wijk Buckau in de Duitse stad Maagdenburg en maakte vooral naam als ijzergieterij. In 1893 werd het bedrijf overgenomen door Friedrich Krupp AG en ontwikkelde zich verder als machinebouwer en producent van oorlogsmateriaal.

## Moeizame start
Op 1 juni 1855 richtte Hermann Gruson een scheepswerf, machinefabriek en ijzergieterij op. De eerste vestiging lag aan de Elbe in Maagdenburg en opereerde onder de naam Maschinen-Fabrik und Schiffsbauwerkstatt H. Gruson Buckau-Magdeburg.
Al snel raakte het bedrijf in financiële problemen door een economische crisis. De scheepswerf werd gesloten, maar de ijzergieterij bleef. Gruson ontwikkelde methoden om de sterkte van gietijzer te verhogen waarmee de toepassingsmogelijkheden in de scheeps- en machinebouw werden vergroot. Het sterkere materiaal werd ook zeer succesvol gebruikt voor de productie van rails, hetgeen de financiële redding betekende. Medio jaren zestig telde het bedrijf zo’n 250 werknemers en de bestaande vestiging werd te klein. Tussen 1869 en 1872 werd een nieuwe fabriek gebouwd aan de spoorlijn tussen Maagdenbrug en Halberstadt. Nieuwe afzetmarkten werden gevonden, zoals walsen, kranen en transportmiddelen, waardoor de activiteiten bleven groeien.

## Het leger toont interesse
In 1863 breidde de activiteiten zich uit naar legermateriaal. Grusonwerk slaagde erin hardgegoten (Hartguss) gietijzeren pantsergranaten te maken. Deze hadden een groter penetrerend vermogen dan de smeedijzeren granaten. Stalen granaten werden pas later ontwikkeld. Het materiaal was ook goed te gebruiken als pantser, en Grusonwerk kreeg meer orders van het leger voor de productie van beschermend pantser, affuiten, granaten en andere materieel. In 1868 werd het materieel van Grusonwerk vergeleken met die van Engelse producenten op de Berlijnse Tegel-schietbaan, en kwam als beter uit de vergelijking. Door de toestroom van nieuwe orders was een verdere uitbreiding met nieuwe fabriekshallen noodzakelijk.
Eind jaren zeventig begon Grusonwerk met de productie van kanonnen aan de hand van een licentie voor Hotchkiss 37mm-kanonnen. Deze snelvuurkanonnen waren voorzien van een automatisch laadsysteem aan de achterzijde van het wapen. Met deze ervaring besloot Gruson zelf kanonnen te gaan ontwikkelen. Het betrof in eerste instantie klein kaliber geschut, maar dat liep op tot 12 cm voor de veld- en vestingartillerie. Aan het begin van de Frans-Duitse Oorlog in 1870 produceerde het kanonnen met een kaliber van 21 cm. In Tangerhütte liet het bedrijf in 1888 een schietbaan aanleggen voor het testen en demonstreren van de eigen wapens.
Vanaf 1873 ontwikkelde Grusonwerk geschuttorens van gietijzer en tevens pantser voor kazematten in samenwerking met de Pruisische legeringenieur majoor Maximilian Schumann. In 1885 werden het pantser getest tijdens schietproeven in Boekarest en ook hier kwam het materieel van Grusonwerk goed uit de vergelijking. Het kreeg veel buitenlandse orders waaronder uit Nederland en België. In de jaren 1882-1886 was C.J. Snijders gedetacheerd bij Grusonwerk. Hij hield daar toezicht op de vervaardiging en de aflevering van het pantsermateriaal bestemd voor de kustforten Harssens, bij IJmuiden en bij Hoek van Holland. Voor België fabriceerde het, in samenwerking met Cockerill, negen koepels voor twee kanonnen van 15cm voor de forten rond Namen. Verder leverde het 21 koepels voor zware houwitsers en 77 hefkoepels voor 57mm-kanonnen die in de forten rond Luik zijn geïnstalleerd en dit allemaal in de tweede helft van de jaren tachtig van de 19e eeuw. De Nederlandse luitenant Blokhuis schreef: “Het is aan deze firma gelukt haar “Hartguss" op zulk een trap van volkomenheid te brengen en op de verschillende nijverheidstakken toe te passen, dat het in geen opzicht door een ander fabricaat overtroffen wordt, terwijl zij voor de vervaardiging van pantserplaten van hardgegoten ijzer als het ware het monopolie bezit”. Grusonwerk ontwikkelde en produceerde ook een mobiel gepantserd kanon, de Fahrpanzer. Nederland bestelde een exemplaar om uit te proberen, maar dit leidde niet tot bestellingen. Het werd wel op grote schaal gebruikt bij Duitse vestingwerken. Voor de Italiaanse marinehaven van La Spezia werden gepantserde geschuttorens en kanonnen gebouwd. Grusonwerk met zijn pantserwerken en Krupp met zijn kanonnen domineerden voor jaren de wereldmarkt.
In 1886 kreeg het bedrijf een beursnotering en de naam werd gewijzigd in Grusonwerk AG Buckau. Vanaf 1890 werd pantser voor de hefkoepels voor de Stelling van Amsterdam geleverd door Gruson, de kanonnen werden geleverd door Krupp. In 1892 werd in Nederland een commissie ingesteld om het pantser van Gruson voor het Fort aan het Pampus te keuren.

## Overname door Krupp
Op 1 juni 1893 werd het overgenomen door Friedrich Krupp AG. Beide bedrijven vulden elkaar goed aan. Grusonwerk telde zo’n 2800 medewerkers en behaalde het grootste deel van de omzet met orders van het leger. Hermann Gruson bleef tot zijn dood in 1895 bij het bedrijf betrokken. De combinatie ging verder als Friedrich Krupp AG Grusonwerk en de productie van geschut werd geconcentreerd in de Krupp fabriek te Essen. Grusonwerk richtte zich op de productie van kust- en vestingpantser en op de civiele markt. Omstreeks 1910 werkte ongeveer 4560 mensen bij het bedrijf.
Voor en tijdens de Tweede Wereldoorlog was het bedrijf betrokken bij de bouw van Duitse tanks. Het was een belangrijke leverancier van de Panzerkampfwagen IV. Aan het einde van de oorlog werden de fabrieken zwaar gebombardeerd door de geallieerden.

## Na de Tweede Wereldoorlog
Tegen het einde van de Tweede Wereldoorlog was 80% van het bedrijf vernietigd.  Maagdenburg lag na de oorlog in de Sovjet-bezettingszone en een groot deel van het nog werkbare machinepark werd afgebroken en samen met de nuttige werkdocumenten naar het oosten afgevoerd. Op 1 november 1946 werd het bedrijf genationaliseerd en kreeg het een nieuwe naam  Maschinenfabrik Krupp-Gruson der Sowjetischen Maschinenbau AG (SMAG). Op 1 mei 1951 ging het op in het staatsbedrijf AG für Maschinenbau, Zweigniederlassung in Deutschland, Schwermaschinenbau „Ernst Thälmann“ Magdeburg. Ernst Thälmann was de leider van de Kommunistische Partei Deutschlands (KPD) tijdens de Weimarrepubliek. Op 1 januari 1969 volgde de oprichting van VEB Schwermaschinenbau-Kombinates „Ernst Thälmann “ (SKET). Na de val van de Berlijnse Muur werd het in 1993 geprivatiseerd. SKET is nog steeds als bedrijf actief.